# Euxoa pallidior
Euxoa pallidior là một loài bướm đêm trong họ Noctuidae.